# Charles Bana
Charles Bana  (* 9. September 1956) ist ein ehemaliger kamerunischer Radrennfahrer.

## Sportliche Laufbahn
Bana war im Straßenradsport aktiv. Er war Teilnehmer der Olympischen Sommerspiele 1980 in Moskau.
Im Mannschaftszeitfahren kamen Charles Bana, Toussaint Fouda, Joseph Kono und Nicolas Owona auf den 22. und damit vorletzten Rang.